# حسن‌آباد (خوانسار)
حسن‌آباد (خوانسار)، روستایی از توابع بخش مرکزی شهرستان خوانسار در استان اصفهان ایران است. مردم این روستا به لری بختیاری تکلم می‌کنند 

## جمعیت
این روستا در دهستان پشتکوه قرار دارد و براساس سرشماری مرکز آمار ایران در سال ۱۳۸۵، جمعیت آن ۵۰ نفر (۱۴خانوار) بوده‌است.